# Słup graniczny w Boguszach
Słup graniczny w Boguszach – zabytkowy słup graniczny koło wsi Bogusze w powiecie ełckim (Województwo warmińsko-mazurskie).

## Historia
Słup został umieszczony w 1545 na trójstyku Prus Książęcych, Korony Królestwa Polskiego i Wielkiego Księstwa Litewskiego jako pamiątka po wytyczeniu granic między państwami. Od 1569 trójstyk przestał istnieć wskutek przyłączenia Podlasia do Korony Polskiej, więc słup znajdował się na granicy Korony Królestwa Polskiego (I Rzeczypospolitej) i Prus Książęcych, które do 1657 stanowiły lenno Polski. Jest wykonany z cegły, otynkowany i pokryty czerwoną dachówką. Ma wysokość około 6 metrów. Na wschodniej ścianie umieszczono marmurową tablicę z godłami państwowymi Wielkiego Księstwa Litewskiego i Prus Książęcych oraz inskrypcją w łacinie. Tablica została zdemontowana w 1907 i zastąpiona kopią z piaskowca. Oryginał po zdemontowaniu przewieziono do muzeum w Królewcu.
 Tłumaczenie napisu z łaciny:
„Kiedy Zygmunt August sprawował rządy w państwie ojca a (jednocześnie) margrabia Albrecht I panował, ów nad Jagiełły dwojga imion starodawnymi grodami, ten nad krajem Prusów w pokoju piastował władzę, wzniesiony został ten słup, który miał oznaczać linię graniczną kraju oraz rozgraniczać tereny obu władców roku 1545 miesiąca sierpnia.”
Słup przestał wyznaczać trójstyk już 24 lata po ustawieniu, gdyż w wyniku unii lubelskiej województwo podlaskie zostało odłączone od Litwy i włączone do Korony. W latach 1569–1795 w okolicy słupa biegła granica polsko-pruska. Na skutek III rozbioru Polski przygraniczne tereny Polski z Grajewem i Rajgrodem zostały przyłączone do Królestwa Prus. Granicę w okolicy słupa przywrócono w 1807, powołując z większości ziem zaboru pruskiego Księstwo Warszawskie. Od 1815 w okolicy biegła granica prusko-rosyjska, od 1871 niemiecko-rosyjska, a po I wojnie światowej niemiecko-polska. W czterechsetną rocznicę ustawienia słupa Mazury zostały przyłączone do Polski, przez co w okolicy definitywnie przestała biec granica państwowa.